# Поле Бродмана 43
Поле Бродмана 43, субцентральна ділянка, — це структурний, цитоархітектонічно визначений, підрозділ кори великих півкуль головного мозку. Разом з полями Бродмана 1, 2, і 3, Поле Бродмана 43 — це структурний підрозділ постцентральної ділянки мозку. Гістологічна структура цього поля спочатку була описана Корбініаном Бродманом, але на карті кори головного мозку воно не було позначене .

## Розташування
У людському мозку субцентральне поле 43, — це  цитоархітектонічно визначений структурний підрозділ постцентральної ділянки кори головного мозку. Воно займає постцентральну звивину, яка знаходиться між вентролатеральним краєм центральної борозни і глибинними ділянками латеральної борозни, в острівцевій корі. Рострально й каудально межує приблизно з передньою субцентральною борозною й задньою субцентральною борозною, відповідно. Цитоархітектонічно поле обмежене рострально агранулярним лобним полем 6, і каудально, більшою частиною, каудальним постцентральним полем 2 і надкрайовим полем 40
.

## Функція
Одна з функцій — це виконання ролі  «смакової зони кори»
Крім того, поле Бродмана 43 було помічене, як функціонально активне, у дослідженнях диференціації функцій лівої лобової і правої мозочкової ділянок під час семантичного аналізу. Поле Бродмана 43 показало значне збільшення функціональної активності при фМРТ, коли учасникам дослідження було запропоновано виконати завдання на відбір словесної відповіді з багатьох можливих відповідей, замість постійного пошуку словесної відповіді з декількох можливих варіантів.

## У нижчих мавп
Бродман спочатку вважав, що не існує чітко окресленого поля 43 в мозку вищих і нижчих приматів. Однак, вивчення мієлоархітектоніки регіону, зроблене Теодором Мосс (англ. Theodor Mauss), виявило, що мавпи мають структурно окреслені ділянки, що відповідають людській субцентральній ділянці. Однак, дослідження Сесіль і Оскара Фогта (Cécile and Oskar Vogt) знайшли ніяких чітко визначених архітектонічних полів відповідного розташування у приматів.